# Comuna Stepne, raionul Zaporijjea, regiunea Zaporijjea
Stepne (în ucraineană Степне) este o comună în raionul Zaporijjea, regiunea Zaporijjea, Ucraina, formată din satele Șevcenkivske și Stepne (reședința).

## Demografie
Componența lingvistică a comunei Stepne
     Ucraineană (87,69%)
     Rusă (11,95%)
     Alte limbi (0,1%)
Conform recensământului din 2001, majoritatea populației comunei Stepne era vorbitoare de ucraineană (87,69%), existând în minoritate și vorbitori de rusă (11,95%).